# Сан Буоно
Сан Буоно (итал. San Buono) је насеље у Италији у округу Кјети, региону Абруцо.
Према процени из 2011. у насељу је живело 783 становника. Насеље се налази на надморској висини од 461 м.

## Становништво
Према резултатима пописа становништва 2011. у општини је живело 1.020 становника.
| 1931. | 1936. | 1951. | 1961. | 1971. | 1981. | 1991. | 2001. | 2011. |
| ----- | ----- | ----- | ----- | ----- | ----- | ----- | ----- | ----- |
| 2.317 | 2.439 | 2.532 | 2.128 | 1.639 | 1.425 | 1.333 | 1.202 | 1.020 |